# Pyton (tecknad serie)
Denna artikel handlar om den tecknade serien Pyton. För information om serietidningen Pyton, se Pyton (serietidning).
Pyton är en tecknad serie av Jan Romare som började ingå i Dagens Nyheter 1985. Den handlar om en pytonorm och hans något asociale excentriske husse. Pyton ägnar sig mest åt att äta upp allting som finns i närheten, allt från rokokobyråer till favoriträtten, hundarna och duvorna i Tantolunden, vilket för det mesta ger honom en mycket avslöjande form. När han inte äter upp nånting, kryper han in på alla möjliga och omöjliga ställen. Han finner exempelvis stuprör väldigt mysiga. Den lätt absurda humorn gick till läsarnas hjärtan och den blev mycket populär.
Tre album har utkommit:
- Pyton (Alvglans 1990)
- Pyton 2 (Alvglans 1992)
- Pyton 3 (Alvglans 1998)

Serien finns även utgiven bland annat i serietidningen SeriePressen från serietidningsförlaget Formatic Press 1993-1994.